# Izabella Rapacz
Izabella Rapacz (ur. 25 września 1995 w Krakowie) – polsko-amerykańska siatkarka, grająca na pozycji atakującej.

## Kariera
Jej mama Dorota także grała w siatkówkę. Ojciec Grzegorz był piłkarzem. Cała rodzina jednak wyemigrowała za wielką wodę, gdy Iza miała 10 miesięcy. W Chicago przygodę ze sportem zaczynała od koszykówki, ale za namową trenerki spróbowała swoich sił w siatkówce. Mimo początkowych niechęci do tej dyscypliny zdecydowała się na nią postawić. Izabella na studia wyjechała do Filadelfii, a po ich ukończeniu postanowiła poszukać sobie profesjonalnego klubu w Europie.

## Sukcesy klubowe
American Athletic Conference:
- 2018
- 2017

Superpuchar Polski:
- 2021, 2022[6]

Puchar Polski:
- 2022

Tauron Liga:
- 2022[7], 2023[8]